# 貝尼烏尼夫
32°3′N 1°15′W / 32.050°N 1.250°W

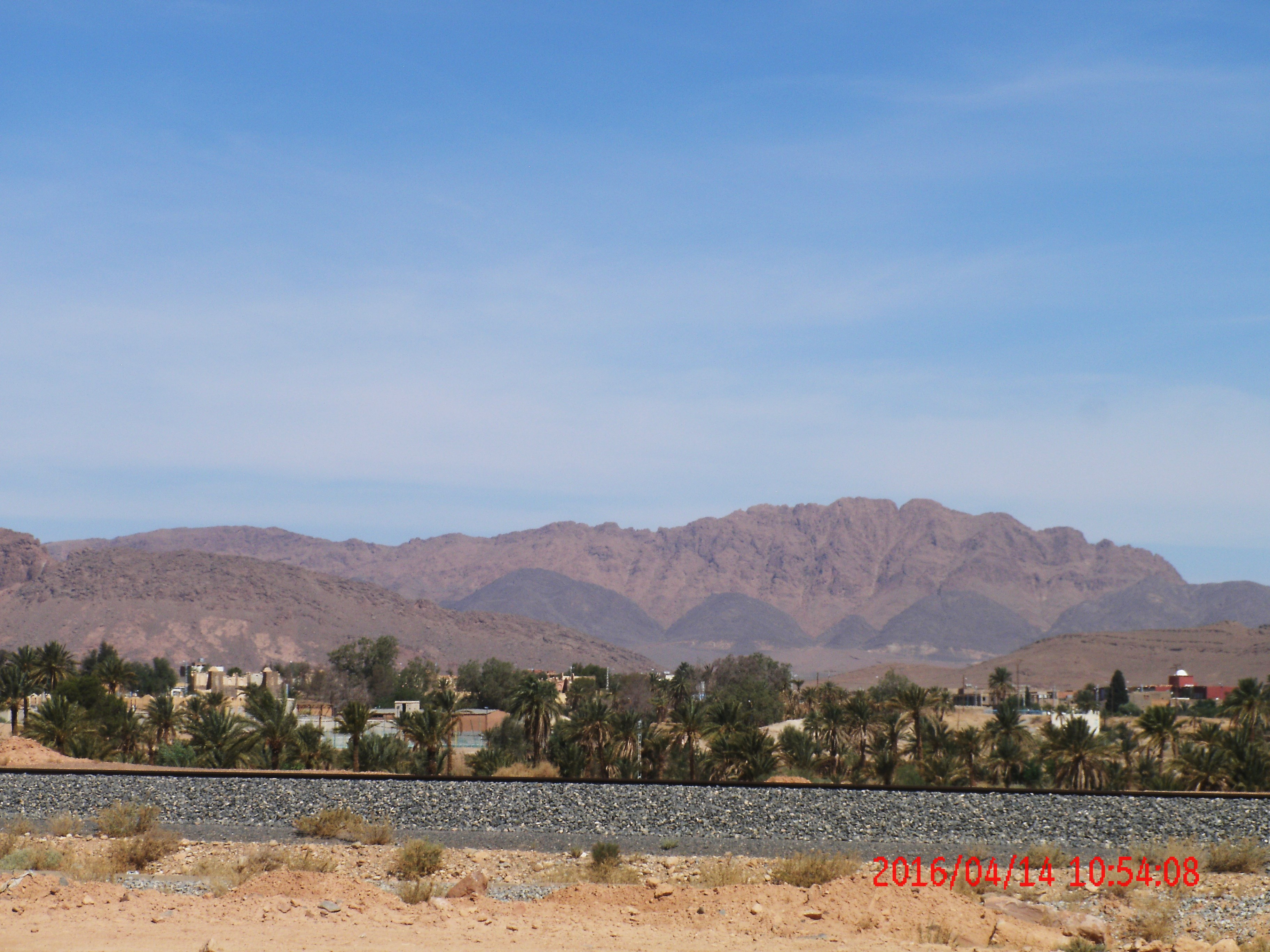

貝尼烏尼夫（阿拉伯语：‎），是阿爾及利亞的城鎮，位於該國西部，由貝沙爾省負責管轄，是貝尼烏尼夫區的首府，面積16,600平方公里，海拔高度829米，2008年人口11,209，人口密度每平方公里0.7人。